# Église Saint-Martin de Merval
Pour les articles homonymes, voir Église Saint-Martin et Merval (homonymie).
L'église Saint-Martin est une église située aux Septvallons dans la commune déléguée de Merval, en France.

## Description

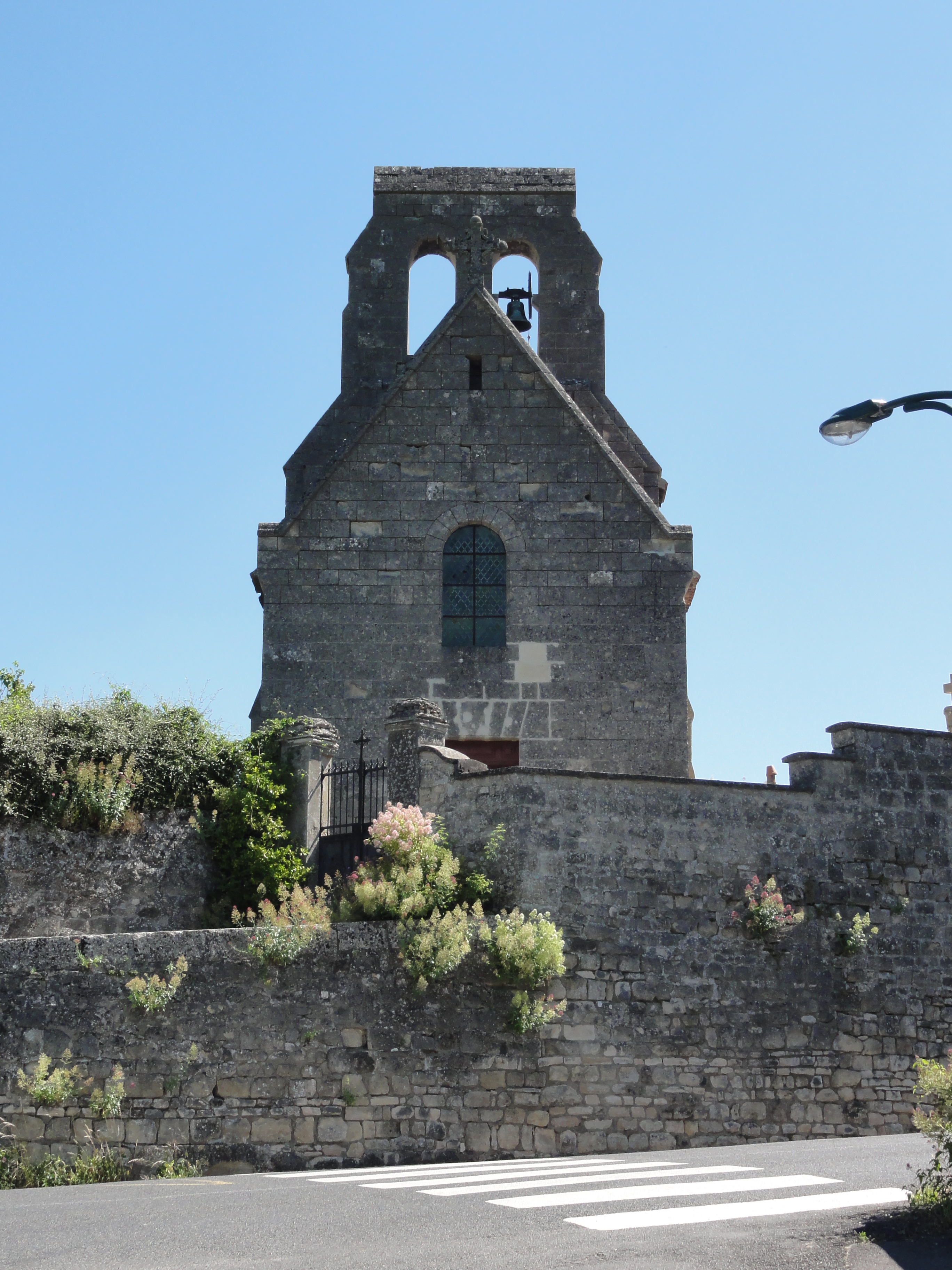
Façade entrée
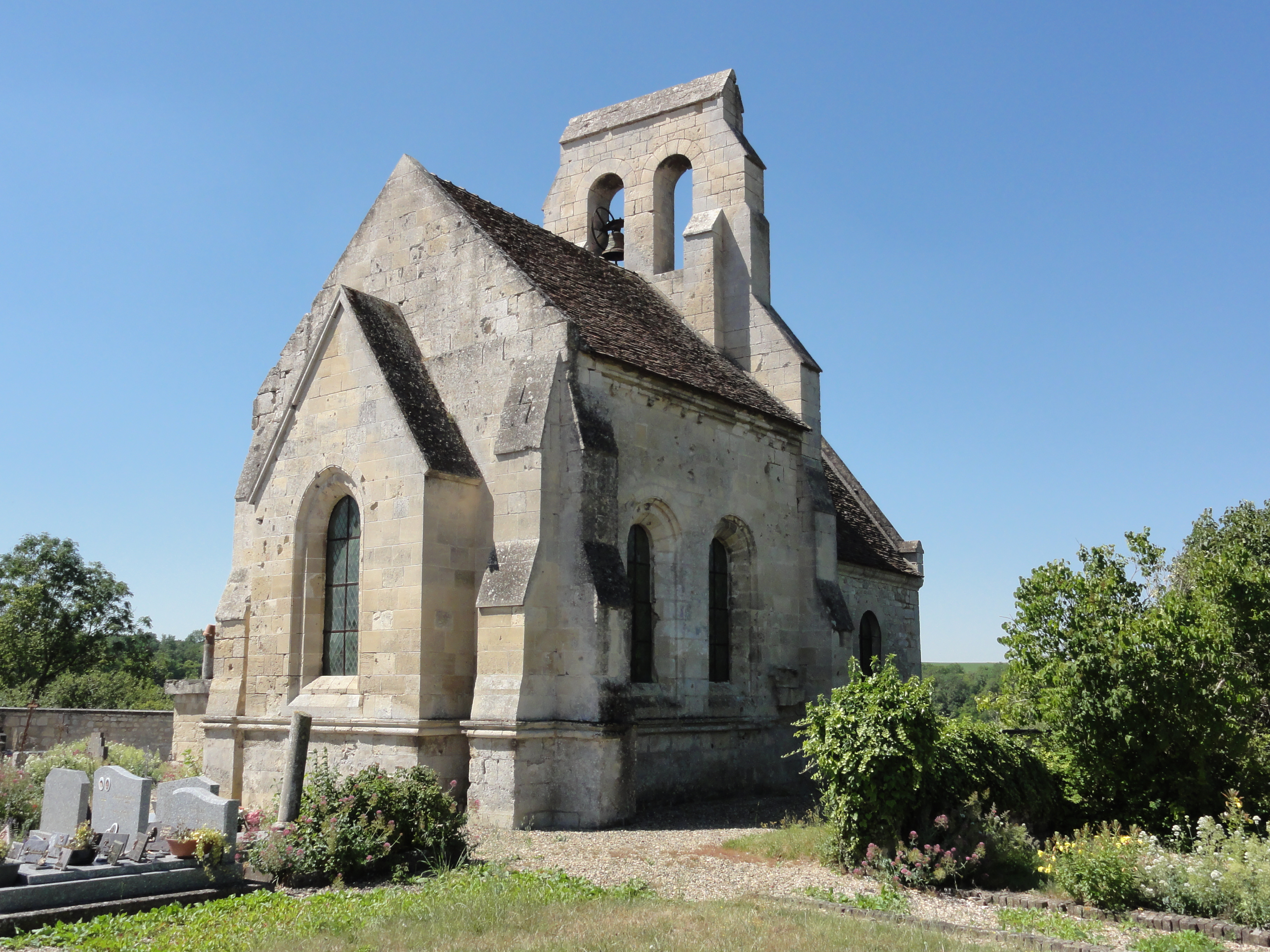
Côté nord-est

## Localisation
L'église est située sur la commune des Septvallons dans la commune déléguée de Merval, dans le département de l'Aisne.

## Historique
Le monument est classé au titre des monuments historiques en 1919.